# Trentepohlia (Neomongoma) suberecta
Trentepohlia (Neomongoma) suberecta is een tweevleugelige uit de familie steltmuggen (Limoniidae). De soort komt voor in het Neotropisch gebied.